# Ivan Eklind
Ivan Henning Hjalmar Eklind, né le 15 octobre 1905 à Stockholm et mort le 23 juillet 1981 dans la même ville, est un arbitre de football suédois. Il est arbitre de 1928 à 1952 et international à partir de 1931.
Pendant la Coupe du monde 1934, il est suspecté de corruption car il aurait obéi aux ordres du duce Benito Mussolini pour favoriser l'Italie à gagner le tournoi.

## Carrière
Il a officié dans différentes compétitions majeures : 
- Coupe du monde de football de 1934 (3 matchs dont la finale)
- Coupe du monde de football de 1938 (2 matchs)
- Coupe du monde de football de 1950 (1 match)